# Жута цапица
  је јестива гљива из породице Gomphaceae. Плодиште је светложуте боје, коралног облика, високо 5-20 цм, широко 10-20 цм. Основа је бела до светложућакаста, тврда, дебела, месната, пречника до 7 цм. Грана се на многобројне танке, жуте изданке чији врхови грана су тупи, а деле се обично на два дела. Месо је бело, нежно, ломљиво, без неког мириса. Споре су елиптичне, на површини.
Расте у умереним областима северне хемисфере, што је такође познато и на југу Чилеа (у региону Мауле, области Лос-Лагос.

## Станиште
Расте лети и у јесен у белогоричним и црногоричним шумама ниских предела.

## Етимологија
На страним језицима називи су (енгл. golden coral fungus),,,, (словен. rumena griva).

## Употреба
Јестива је гљива, само док је млада и у мањим количинама. Старије гљиве и гљиве расквашене кишом могу проузроковати стомачне тегобе.